# Boba Fett
Boba Fett egy fontos mellékszereplő a George Lucas által kitalált Csillagok háborúja világában. A filmek több szereplője vált igen népszerűvé és közismertté szerte a világban, de Boba Fett főképp azért különleges, mert mellékszereplő volta ellenére lett az univerzum egyik legnépszerűbb karaktere, sőt, kultuszfigura az Amerikai Egyesült Államokban, de más területeken is kiemelten közkedvelt – holott az eredeti trilógiában mindössze négysornyi szövege és pár, inkább másodpercekben, mint percekben mérhető rövid jelenete van.

„Boba úgy hatásosabb, ha alig mond valamit…”

– Jeremy Bulloch, a Fett-et alakító színész.

## Életútja

### Gyermekkora
Boba Fett egy mandalori származású harcos és fejvadász volt. Nem természetes úton jött világra, ugyanis  a hírhedt mandalori fejvadász, Jango Fett klónja és fogadott gyermeke volt, akinek kérésére a kaminoiak hozták létre a Yavini csata előtt 32-ben.
Bár Boba Fett a Galaktikus Köztársaság klónkatonáival egy időben és helyen született, kivételesnek számított, mivel apja utasítására a Kamino biomérnökei nem módosították a génjeit. Így a többi klónnal ellentétben természetes ütemben fejlődött és létrejöttétől eltekintve biológiai értelemben nagyjából normális egyede volt fajának, hiszen genetikailag Jango Fett tökéletes másolata volt.
Boba sohasem járt semmilyen intézményes iskolába, írni-olvasni azonban megtanult, és a békésebb időszakok alatt könyveket is olvasott (főleg a hadihajókról és az űrcsatákról szólók érdekelték). Jango viszont sok időt töltött az oktatásával, tízéves koráig tanította, hogy később ő is képzett fejvadász lehessen, mint előtte az apja. A kegyetlennek ismert bérgyilkos a fiával nagyon jól bánt, ugyanakkor sokszor „dobta a mély vízbe”, például Boba nemcsak elkísérte apját a küldetésekre, de tevékeny részt kapott néhány áldozat megölésében, illetve az ellenük való harcban is (a Klónok támadása c. epizódban pl. az alig  tízéves Boba megpróbálta a Kaminon a Slave-1 sugárvetőivel megölni Obi-Wan Kenobit, hogy segítsen apjának). Ez az igen direkt, leginkább gyakorlati elemekre épülő, és az agresszív ösztönöket fejlesztő nevelési módszer, amelyet a Köztársaság fővonalbeli ember-kultúrájában (pl. a Naboo-n vagy a Coruscanton) kétségkívül "nem normálisnak" tartottak, ugyanakkor a mandalori hagyományoktól nem volt idegen.
A fejvadász apával szerzett élményei nagyban befolyásolták a kisgyerek további sorsát, nevezetesen, hogy később a Galaxis legprofesszionálisabb és legkönyörtelenebb fejvadásza lett belőle, akiről azt tartották, kegyetlenségében felér egy trandosán vagy egy defektív személyiségmátrixú droid bérgyilkossal is. Ugyanakkor azokkal ellentétben sosem ölt és sosem kínzott meg senkit sem fölöslegesen, sem élvezetből, hanem pusztán akkor, ha a feladat teljesítése ezt kívánta.
Életének (további) meghatározó élménye, hogy elvesztette apját – azaz tulajdonképpen mindent, ami addigi életét jelentette. Jango-t Mace Windu Jedi-mester megölte a Geonosisi csatában (YE 22), a Klónháborúk első ütközetében. A tízéves gyermek saját kezével temette el a lefejezett holttestet, és olthatatlan gyűlölet ébredt benne a Jedi Rend iránt. Többször sikertelenül próbálta megölni Windu-t (pl. Klónok háborúja, Death Trap és R2 come home c. részek), és néhány esetben csak kis híja volt, hogy a tapasztalt Jedi mester nem robbant fel; végül mégsem Boba, hanem Darth Sidious és Anakin Skywalker végeztek Winduval.

### A fejvadász

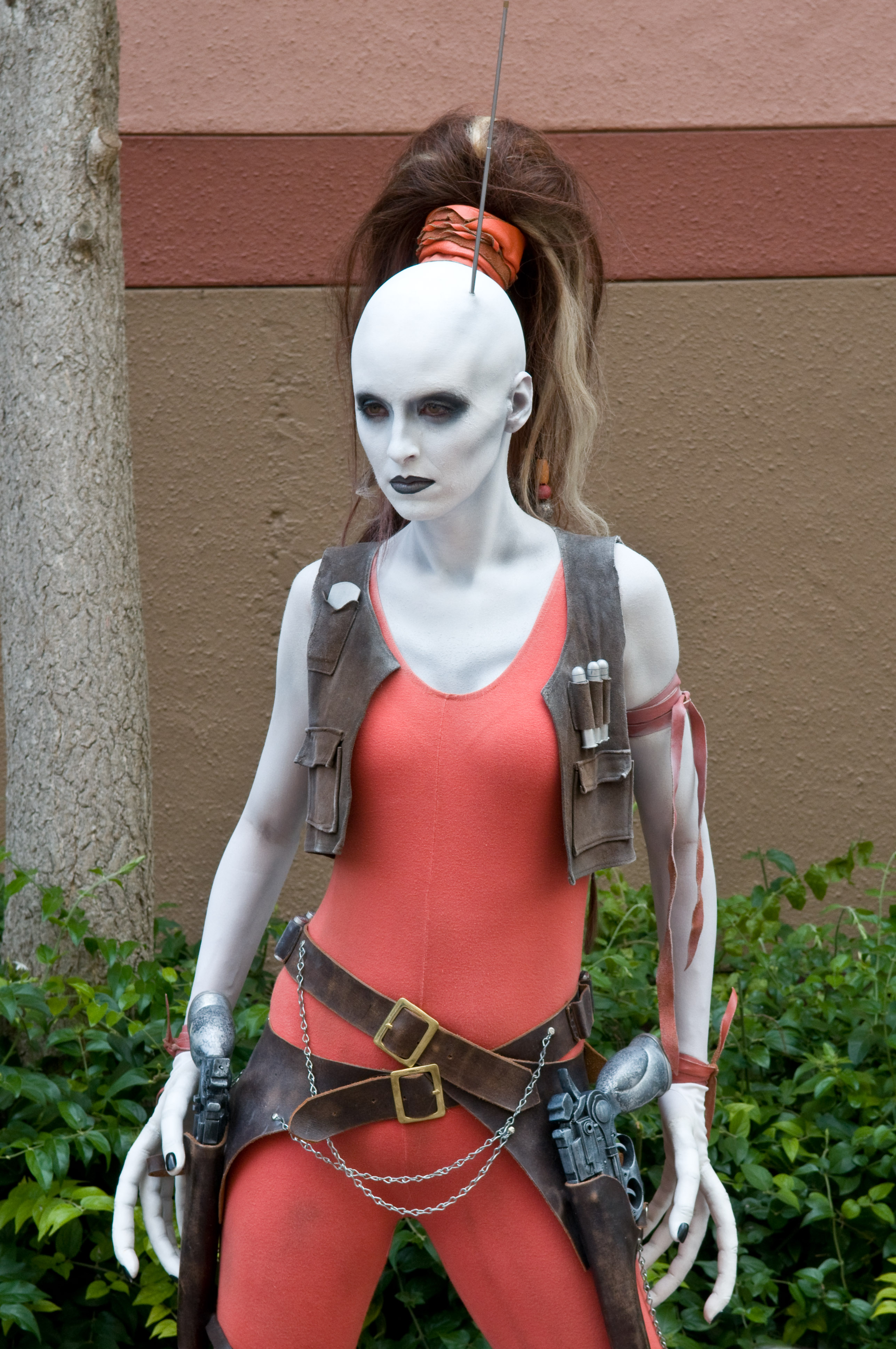
Aurra Sing fejvadásznő, Jango Fett barátja és egy ideig Boba gyámja

Fettnek így korán fel kellett nőnie. Apja halála után sehova sem tudott menekülni, végül sorra mindig olyanok kezébe került, akik kegyetlenül bántak vele, vagy kihasználták és becsapták, mint pl. Aurra Sing, a fejvadásznő, vagy Darth Tyranus. Apja halála után egy időre egy Aurra Sing vezette kalandor fejvadász-társaságba került, melynek további tagjai a trandosán Bossk és a klatuini Castas. Itteni élményei természetesen semmivel sem segítették a hagyományos társadalmi formák közé illeszkedésben.
Tizenkét éves korára azonban kiharcolta önállóságát, és olyanoktól kapott munkákat, mint Jabba, a hutt gengszter, és fiatal kora ellenére hírnévre tett szert. Amikor megalapították a Birodalmat, az tökéletes környezetté vált számára. A következő évtizedekben úgy ismerték, mint a Galaxis legjobb fejvadászát, aki gyakran dolgozik a Birodalomnak is. Fett több alkalommal együtt harcolt Darth Vaderrel, és a Sith Nagyúr vonakodva bár, de tisztelte a fejvadászt. Megjegyezzük: bár Fett rengetegszer dolgozott Vadernek, ő sokkal kevésbé tisztelte a Sith Urat. A mandaloriak történelmük során a Jedik és a Sithek ellen is harcoltak, és mindkét rendet egyaránt korrupt, ellenséges és hataloméhes megszálló szervezetnek tekintették, és ugyanígy érzett irántuk Boba Fett is. A Mace Windu iránti közös gyűlölet azonban sokáig mégis egy pályán tartotta Vaderrel és Sidious-al.
Legnagyobb fogását a yavini csata után 3 évvel csinálta, amikor – egyszerre teljesítve Darth Vader és Jabba megbízását – elfogta a Lázadó Szövetség hősévé vált Han Solo-t, majd Vader engedélyével a lefagyasztott foglyot elvitte Jabbának. Egy évvel később, a Sarlacc verménél is a lázadók ellen harcolt, azonban a vak Solo egy vibro-bárddal aktiválta Fett hátrakétáját, ami beleröpítette a lény szájába. George Lucas A Jedi visszatér c. részben a Fett megmeneküléséről szóló képsor megvalósítását csak azért vetette el, mert az elterelte volna a figyelmet a történet fő vonaláról.
Később a A Mandalóri című sorozatból kiderül, hogy megmenekült a Sarlacc-tól és páncélját keresi. Miután visszaszerezte azt, ami Din Djarin birtokában volt, megígéri Dinnek, hogy segít neki visszaszerezni Grogut, az erőérzékeny gyermeket (Fennec Shand Bobának dolgozik ez idő alatt, mivel Boba megmentette az életét). Miután a Gyermek megmenekült, Boba, Fennecel az oldalán elment az egykori Jabba palotájába, ahol most Bib Fortuna uralkodik. Megölték Fortunát, a szolgáit, majd Boba elfoglalta a trónt Fennecel.

## További élete (kiterjesztett univerzum)

### Család
Boba Fett – jóval húszéves kora előtt – családot is alapított, életének korai szakaszában ugyanis feleségül vett egy Sintas Vel nevű nőt, és született egy lányuk is, illetve unokájuk is. Azonban gyermekkorában sosem tapasztalta, milyen az anyai szeretet és az igazi családias légkör (tízéves koráig mindössze két nőt ismert közelebbről: a barátságos, de túl udvarias Taun We-t, meg a kapzsi és zsarnoki fejvadászt, Aurra Singh-et, aki csak azért gyámkodott felette, hogy kisemmizhesse egy bankszámlán kamatozó nagyobb összegű örökségéből), így hamarosan el is hagyta őket, nagyon hosszú időre.

### A Mandalore-on
Fejvadászként ideiglenes visszavonulása előtti utolsó megbízását Lama Su kaminói miniszterelnök titkárnőjétől és protokollfőnökétől, Taun We-től kapta, meg kellett ölnie Fenn Shysa-t, egy mandalor katonai vezetőt, aki a Klónháborúk idején a CIS oldalán harcolva a kaminoi klóngyár elleni támadást vezette. Boba Fett a Shogun-on megtalálta Shysa-t, de mielőtt megölte volna, egy jelenleg ismeretlen kilétű fenyegetés ellen kellett közösen felvenniük a harcot. A harc során Shysa halálosan megsebesült, és maga kérte Fett-et, hogy ölje meg, amit a fejvadász megtett. Ezután Fett elhatározta, hogy nem vállal több megbízást, és egy időre – de nem végleg – visszavonult a fejvadászattól.
Miután ötvenéves elmúlt, békét kötött élete egyik legnagyobb legyőzetlen maradt ellenségével, Han Solo-val is, majd YU 23-ban visszatérve népe központi bolygójára, a Mandalore-ra, annak vezetője lett, átvéve Shysa helyét. A Yuuzhan Vong elleni háborúban a Mandalore kezdetben az idegenek mellett pozicionálta magát, de Fett hamar rájött, hogy ez a döntése tévedés volt, és az idegenek arra készülnek, hogy megszegjék azon megállapodásukat, hogy a Mandalore rendszerek nem lesznek támadások célpontjai. Öldöklő harc kezdődött a régió felszabadításáért, sőt a Mandalore a Külső Perem rendszereibe is küldött kommandókat az extragalaktikus idegenek elleni harchoz. Az idegenek legyőzése után a Mandalore tagja lett az Új Köztársaság háború utáni maradványának, a Galaktikus Szövetségnek. A Mandalore bolygónak és lakóinak megerősödésében is segített a Yuuzhan Vong bombázás után, hazahívva a szerte a Galaxisban élő mandaloriakat.
Mandalori évei alatt találkozott újra Sintas Vellel, a feleségével, Ailyn Vellel, a lányával és Mirta Gevvel, az unokájával.
Később Anakin Skywalker unokáját, Jaina Solo-t is tanította, hogy a lány megölhesse ikertestvérét, Darth Caedus-t.
Hetvenéves kora körül megbetegedett. A Kamino-ra utazott felülvizsgálatra, s annak orvosai kiderítették, hogy klónként való létrejötte miatti genetikai degenerációban szenved. Azonban hosszas keresés után találtak egy életben maradt köztársasági klónkatonát, aki felfedezte, hogy meneküljön meg a degenerációtól, és segített Fettnek, hogy visszanyerje egészségét.

## Személye

### Külső
A Klónok támadása c. részben a gyermek Boba apjához hasonlóan enyhén sötét (szürke v. kreol, de nem fekete) bőrű (Jangót egy új-zélandi maori, Temuera Morrison, Bobát pedig szintén egy új-zélandi színész, Daniel Logan játszotta).
Mivel a film szerint Boba tökéletes genetikai klónja Jangónak, így teljesen ugyanúgy néz ki, mint apja. A The Mandalorian-ban kopasz és sebhelyes az arca (valószínűleg a Sarlacc miatt). Hangja is egyezik Jangóéval.
Megjelenésének és egyéb külső tulajdonságainak további vonatkozásairól csak a filmek cselekményének előzményeit vagy folytatását tárgyaló járulékos alkotásokból (kiterjesztett univerzum) nyerhetünk adatokat.
Ezek szerint, bár kevésbé volt erős fizikailag, mint Jango Fett, még így is a Galaxis egyik legerősebb emberének számított, aki sikerrel harcolt akár puszta kézzel is trandosánokkal, vukikkal (amint azt számos skalp bizonyította, melyeket egy láncra fűzve hordott) és egyszer magával Darth Vaderrel is, akivel egy küldetése során konfliktusba került, és aki csak az Erő használatával tudta legyőzni. Han Solo elmondása szerint apja pókerarcát is örökölte, a koréliai szerint „a képe leginkább egy sima és érzéketlen kődarabhoz hasonlít”. A barázdálatlansághoz az is hozzájárult, hogy arca ritkán fejezett ki érzelmeket, és a sisak miatt a napsugaraknak sem volt kitéve, így csak nagyon lassan ráncosodott. Az érzelemmentesség pedig nem biztosan öröklött vonás, hiszen a gyermek Boba többször is látható a Klónok támadásában, amint őszintén és intenzíven nevet, örül, inkább valószínűleg a fejvadászléttel járó belső megcsontosodás eredménye.
A Sarlacc gyomrában töltött idő nem múlt el nyomtalanul: arcát és valószínűleg testének többi részét is számos heg borította. Vélhetően más küldetések során is szerzett komoly sérüléseket, de mindig visszanyerte harcképességét.

### Belső tulajdonságok
Csak keveseknek engedte, hogy sisak nélkül láthassák, vagy hogy élettörténetét megismerjék, s szeretett egyedül dolgozni. Csak nagyon kevés személy akadt, akivel hajlandó volt bármilyen értelemben közösködni, ide értve a hasonlóan könyörtelen birodalmi fejvadászt, Dengart, vagy éppen saját feleségét is. Azonban velük is csak rövid ideig. Idősebb korára, amikor a Mandalore vezetője lett, ez némileg megváltozott.
Apjával ellentétben, aki igen járatos volt a harcművészetekben, inkább a ravaszságra és ügyességre, mint a technikai tudásra helyezte a hangsúlyt. Mindazonáltal, bár áldozatai részéről teljesen felesleges volt, hogy kegyelemért könyörögjenek hozzá, mégsem volt sem tipikus gengszter, aki a profitért és önző érdekeiért hajtja szolgaságba környezetét (mint Jabba), sem pszichopata, aki beteg elméjét elégíti ki a gyilkolással, sem szadista, aki megkínozza áldozatait (mint Pekt), sem fanatikus, aki eszmékért gyilkol (mint Tarkin kormányzó); inkább afféle zsoldos, akit ölésre neveltek, és máshoz nem értett. A munkájában inkább a harcot és a hírnevet, mint magát a gyilkolást szerette, és áldozataival nem kegyetlenkedett, és nemileg sem használta ki őket (pl. Leia Organát, akit Jabba egy időre neki ajándékozott, csak azért nem küldte vissza, mert nem akarta megsérteni főnökét, de még annak ellenére sem bántotta, hogy összeveszett vele a Lázadók Szövetsége jó- vagy gonosztetteinek értékelésén, inkább csak lefeküdt aludni – egyedül). Ha ölt, a gyors és tiszta módszereket (mint a sugárpisztoly) részesítette előnyben, és az évek során összeállított egy saját "becsületkódexet", amelynek szabályait sohasem hágta át.
Bár szolgált másokat pénzért, nem volt hajlandó olyan talpnyalóvá válni, mint pl. Bib Fortuna. Még Darth Vaderrel szemben sem, aki pedig rendszeres munkaadója volt. Amikor Vader döntött Solo lefagyasztásáról, majd biztosította Fettet, hogy utána elviheti Jabbához, a fejvadász gúnyosan és szemrehányóan azt kérdezte tőle, "Mit érek vele holtan?". Ezt a hangot Vader egyik birodalmi flottatiszttől sem tűrte volna el (ahogyan nem tűrte el pl. Cassio Tagge-től), de Fettet csak megnyugtatta, hogy a préda nem szenved tartós károsodást. A Fettet alkotó színész, Jeremy Bulloch szerint ez is hozzájárult Fett széles rajongótáborának létrejöttéhez.

### Felszerelés
Apjától örökölte a Slave-1. nevű űrhajót, és mandalori páncéljait is (ezek közül kettő garnitúra a Sarlacc gyomrában, illetve korábbi küldetések során, lényegében megsemmisült vagy hasznavehetetlenné vált), ezeket azonban sokszor bővítette, módosította, illetve (főképp tönkremenetelük folytán) kiegészítette ill. részlegesen helyettesítette. A filmekben egy jellegzetes lézerkarabélyt hord, melyet egyes SW videojátékok dokumentációja „EE-3 energiakarabélyként” határoz meg. Egyébként ez egy átalakított Webley & Scott No.1 Mark rakétapisztoly.

## A színfalak mögött
Boba Fett egy rajzfilmben jelent meg először a képernyőkön 1978-ban, a Star Wars: Holiday Special rajzfilmbetétjében (Egy hűséges vuki története – The story of a faithful wookie). Hangját Don Francks adta. A Birodalom visszavág c. epizódban élő szereplőként is megjelent, Jeremy Bulloch alakította, bár a hangját eredetileg Jason Wingreen adta. Wingreen közreműködését a stáblistákon csak bizonyos kiadásokban tüntették fel. 2004-től kezdve Lucas újramastereltette a régi három epizódot is, lecserélve Wingreen hangját Temuera Morrison-éra (Jango Fett, összhangban azzal, hogy a történet szerint Boba Fett Jango Fett klónja, tehát a hangjuknak egyformának kell lennie.)
Az eredeti trilógiában a fejvadászt alakító Jeremy Bulloch részben a Fettnek a félelmetes Vader irányában megnyilvánuló „nyegleségével” magyarázta azt a látszólag érthetetlen jelenséget, miszerint Boba Fett a filmsorozat egyik legnépszerűbb karaktere, ha rajongóinak számát a karakter filmbeli jeleneteinek összhosszához mérjük (az egész eredeti trilógiában szerepe csupán négy sornyi, igen lakonikus párbeszédre, egy sikoltásra és néhány pár másodperces néma jelenetre korlátozódik. Összesen pontosan 30 artikulált angol szót mond ki). A karakter népszerűségének másik oka Bulloch szerint a jól sikerült jelmezben keresendő. Ezt Joe Johnston tervezte.
Bulloch egy másik interjúban azt is elmondta, hogy Fett megformálásában sokat segített rajongása Sergio Leone westernjei iránt, különösen Clint Eastwood alakítása („Joe”) az Egy maréknyi dollárért c. filmben. „Pont ugyanaz a dolog  –  csak épp páncélban.” Bulloch arra is felhívta a figyelmet, hogy Boba Fett és Han Solo ellenségeskedése nem véletlen, hiszen a két karakter, a külsőtől eltekintve, nagyon is hasonlít, csak más-más oldalon állnak. Az új, az előzményeket bemutató trilógiában Bulloch szerint Darth Maul alakja hasonlít leginkább Boba Fettéhez: a szerepe épp olyan néma és rövid, ugyanakkor éppen olyan jelentős a cselekményben, és az alakja is a rejtélyek homályába vész.

## Megjelenései a kánonban[* 1]

### Filmekben
- Star Wars V. rész – A Birodalom visszavág (1980, első megjelenés)
- Star Wars VI. rész – A Jedi visszatér (1983)
- Star Wars IV. rész – Egy új remény (1997, felújított és bővített változat)
- Star Wars II. rész – A klónok támadása (2002)

### Sorozatokban
- Star Wars: A klónok háborúja (2010–2012, 6 epizód)
- A Mandalóri (2019–, 5 epizód)
- Boba Fett könyve (2021–2022, 6 epizód)

### Videójátékokban
- Star Wars: Galactic Defense (2014)
- Star Wars: Galaxy of Heroes (2015)
- Star Wars Battlefront (2015)
- Star Wars: Force Arena (2017)
- Star Wars Battlefront II (2017)
- Star Wars: Starfighter Missions (2020)

### Könyvekben
- Star Wars: Sötét tanítvány (2015)
- Star Wars: Szóval Jedi akarsz lenni? (2015)[* 2]
- Star Wars: Ne becsüld alá a sötét oldal hatalmát! (2015)[* 3]
- Star Wars: Bizonyos szemszögből (2017, Novella: "Plusz erő")[* 4]
- The Clone Wars: Stories of Light and Dark (2020, 2 novella)
- Star Wars: A Birodalom visszavág: Bizonyos szemszögből (2020, 5 novella)[* 5]
- Star Wars: Doktor Aphra (2021)

### Képregényekben
- Star Wars (2015–2019)
  - Star Wars: Skywalker lesújt (2015, 3 képregényszám)
- Star Wars: Darth Vader (2015–2016)
  - Star Wars: Darth Vader: Vader (2015, 2 képregényszám)
  - Star Wars: Darth Vader: Árnyak és titkok (2016, 1 képregényszám)
- Star Wars: A Felkelés kora (2019)
  - Star Wars: A Felkelés kora: Gonosztevők (2019, 2 képregényszám)
- Star Wars (2020–)
  - Star Wars: Fejvadászok háborúja – Star Wars-sorozat (2021, 4 képregényszám)
- Star Wars: Fejvadászok (2020–)
  - Star Wars: Fejvadászok: A Galaxis legjobbjai (2020, 4 képregényszám)
  - Star Wars: Fejvadászok háborúja – Fejvadászok-sorozat (2022, 2 képregényszám)
  - Star Wars: Bounty Hunters Vol. 4 — Crimson Reign (2022, 1 képregényszám)
  - Star Wars: Bounty Hunters – Vol. 6. (2023, 1 képregényszám)
- Star Wars: A fejvadászok háborúja (2021, 6 képregényszám)
- Star Wars: A fejvadászok háborúja - Alvilág (2021, 4 képregényszám)
- Star Wars: Darth Vader (2020–)
  - Star Wars: Fejvadászok háborúja – Darth Vader-sorozat (2021)
- Star Wars: A vörös uralom (2022, 1 képregényszám)
- Star Wars: Hyperspace Stories
  - Star Wars: Hyperspace Stories Volume 2 – Scum and Villainy (2023, 1 képregényszám)
- Star Wars: Scoundrels, Rebels and the Empire (2023, 1 képregényszám)

## Bibliográfia
- Donald F. Glut: A Birodalom Visszavág (Kozmosz Könyvek, 1981 ISBN 963-211-488-4)
- James Kahn: A Jedi visszatér (Kozmosz Könyvek, 1985 ISBN 963-211-641-0)